# Història de l'automòbil

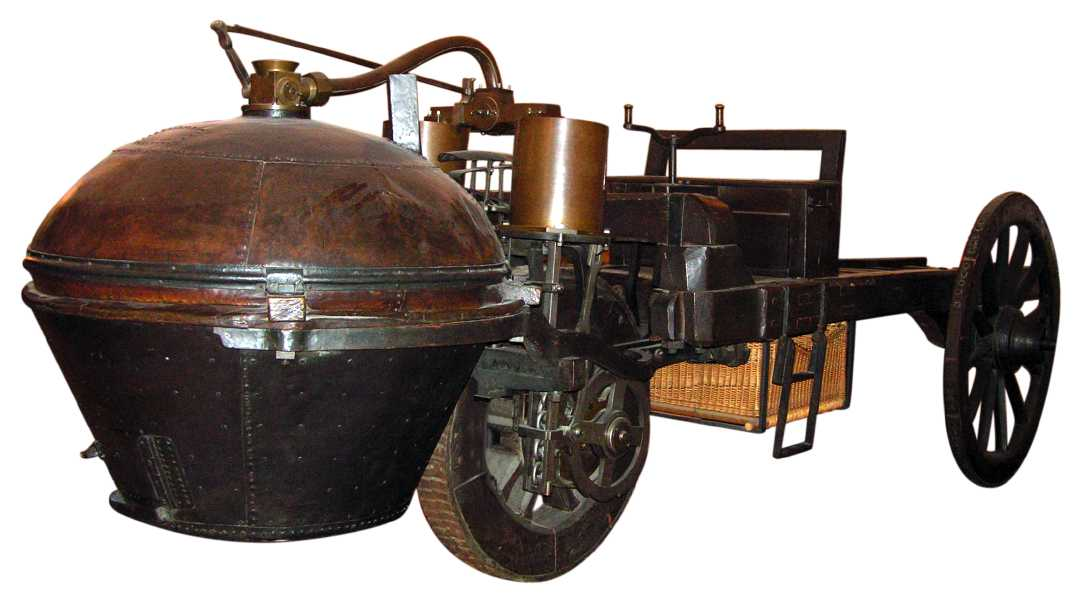
El Fardier, creat per l'inventor francès Nicholas-Joseph Cugnot el 1771 i considerat per alguns el primer cotxe.

La història de l'automòbil es remunta a l'any 1769 amb la creació de vehicles propulsats amb màquina de vapor capaços de transportar passatgers. L'any 1806 es construeixen els primers cotxes propulsats amb motor de combustió interna que cremaven gas i no va ser fins al 1885 quan es perfeccionen els motors que utilitzaven gasolina o gasoil com a combustible. Els cotxes propulsats amb energia elèctrica van aparèixer cap al segle xx.
La història de l'automòbil es relaciona amb els diferents components que formen aquesta mena de vehicles: motor, transmissió, xassís, carrosseria, habitacle i accessoris. Una relació completa i detallada de les parts implicades seria molt més llarga, però la llista anterior simplificada és prou representativa. Seguint la línia exposada, una primera consideració hauria d'estudiar els motors emprats al llarg del temps. El segon aspecte hauria d'analitzar les transmissions emprades. I així successivament.
L'automòbil és un cas particular entre els vehicles autopropulsats amb rodes. Les motocicletes, camions, autobusos, furgonetes, tricicles, quadricicles i alguns altres, formen part d'una història general dels vehicles motoritzats.

## Motors

### Automòbils de vapor
En els automòbils de vapor la propulsió la proporciona un motor de vapor (Màquina de vapor).

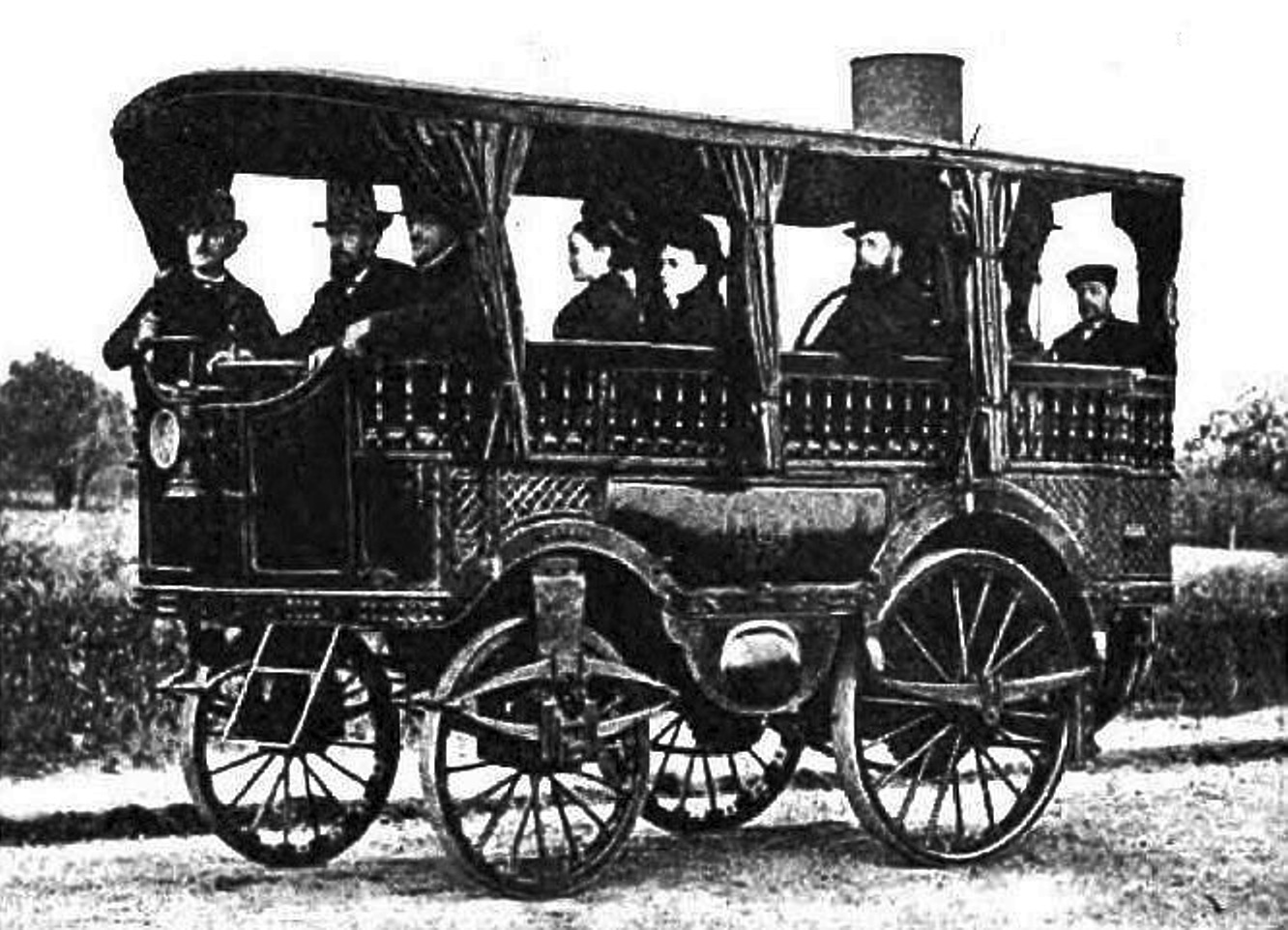
L'Obéissante de 1873
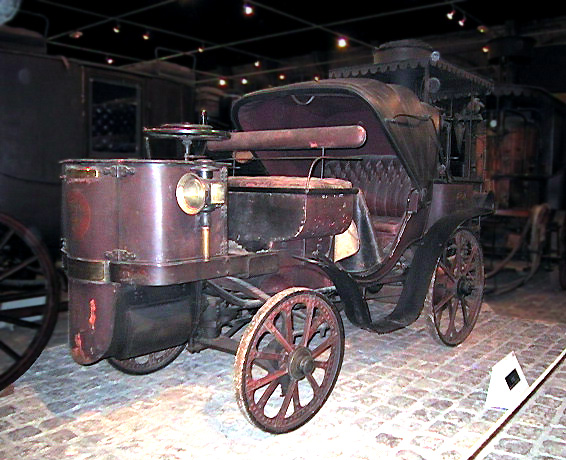
La Mancelle de 1878
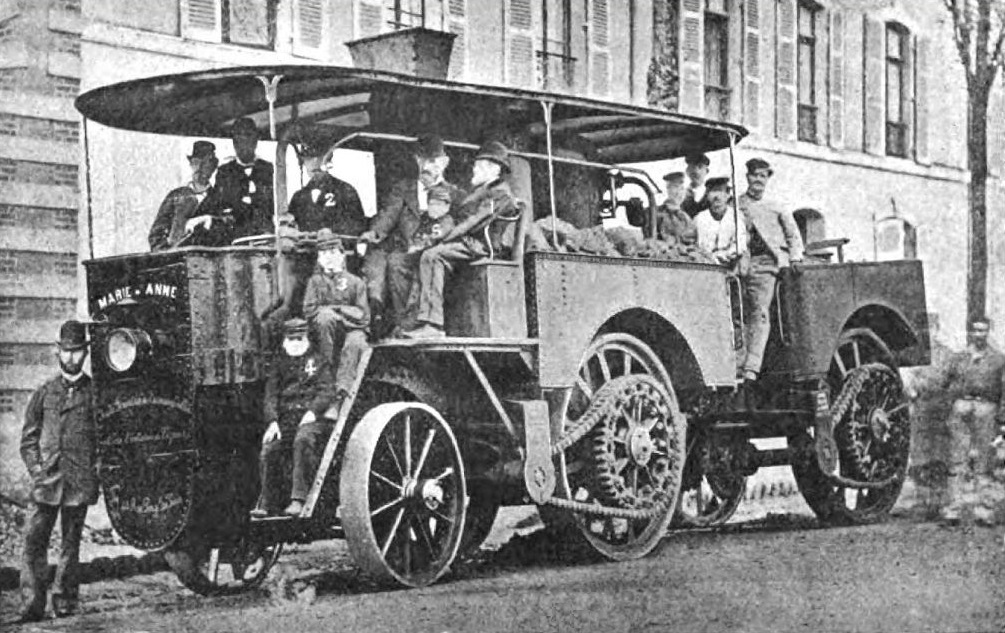
La Marie-Anne de 1879
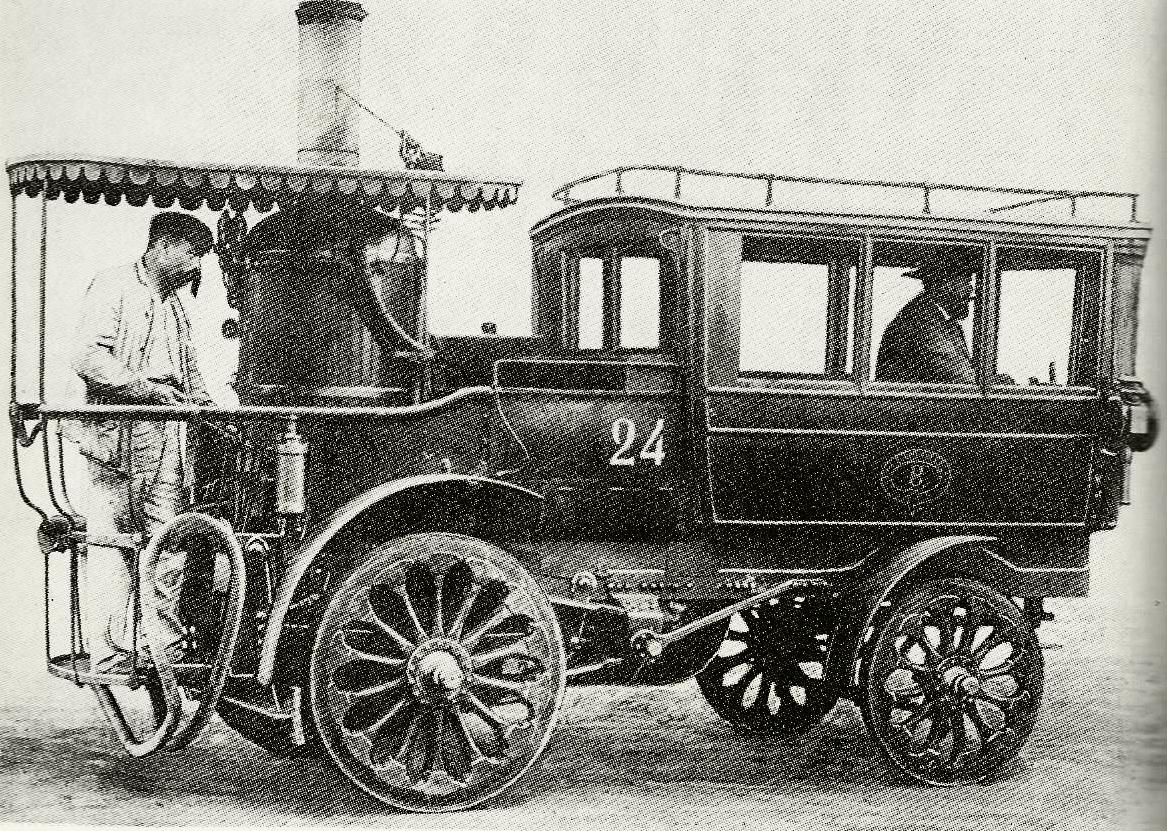
La Nouvelle de 1880
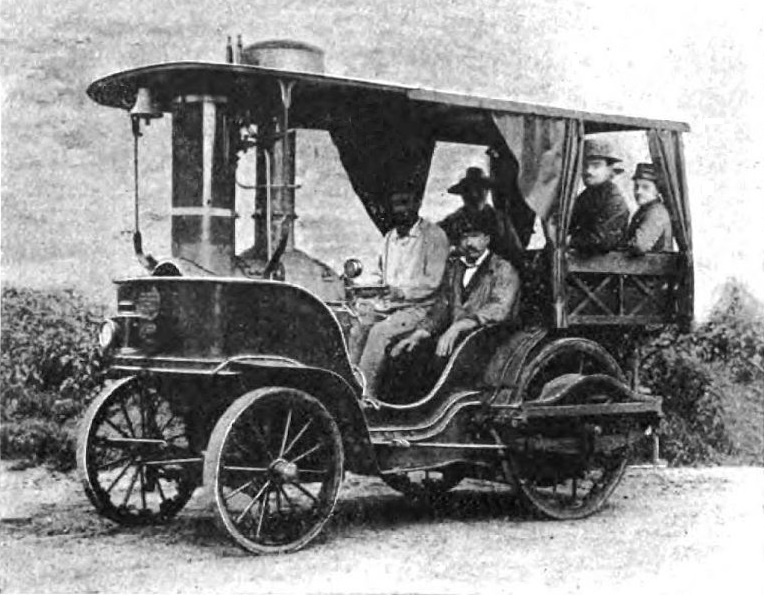
La Rapide de 1881
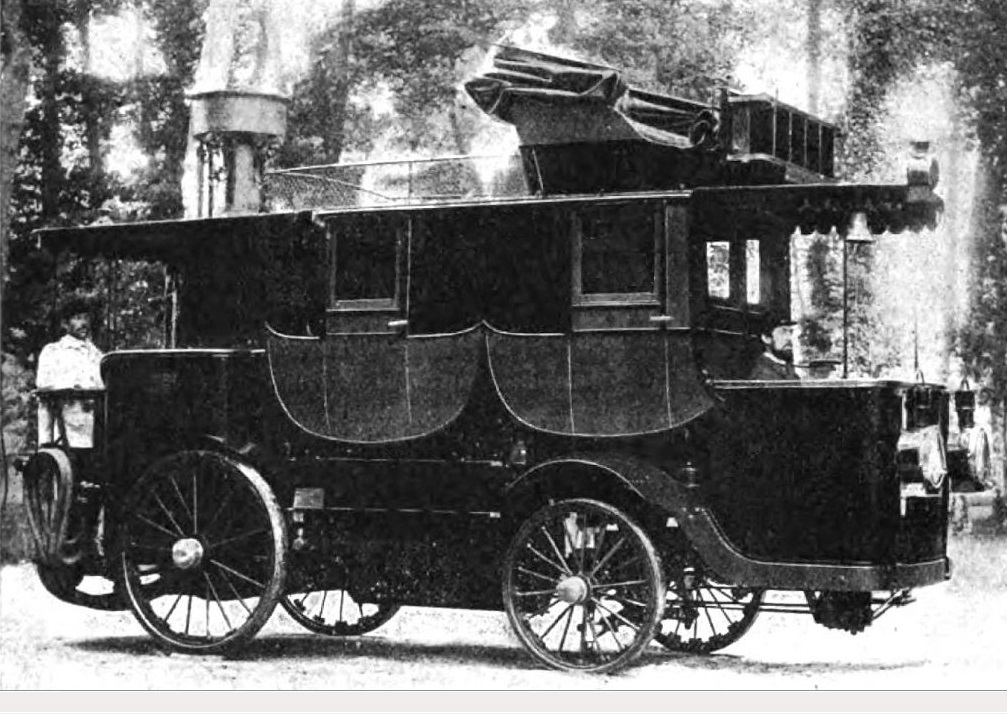
Mail-coach d'Amédée Bollée del marquis de Broc (1885).
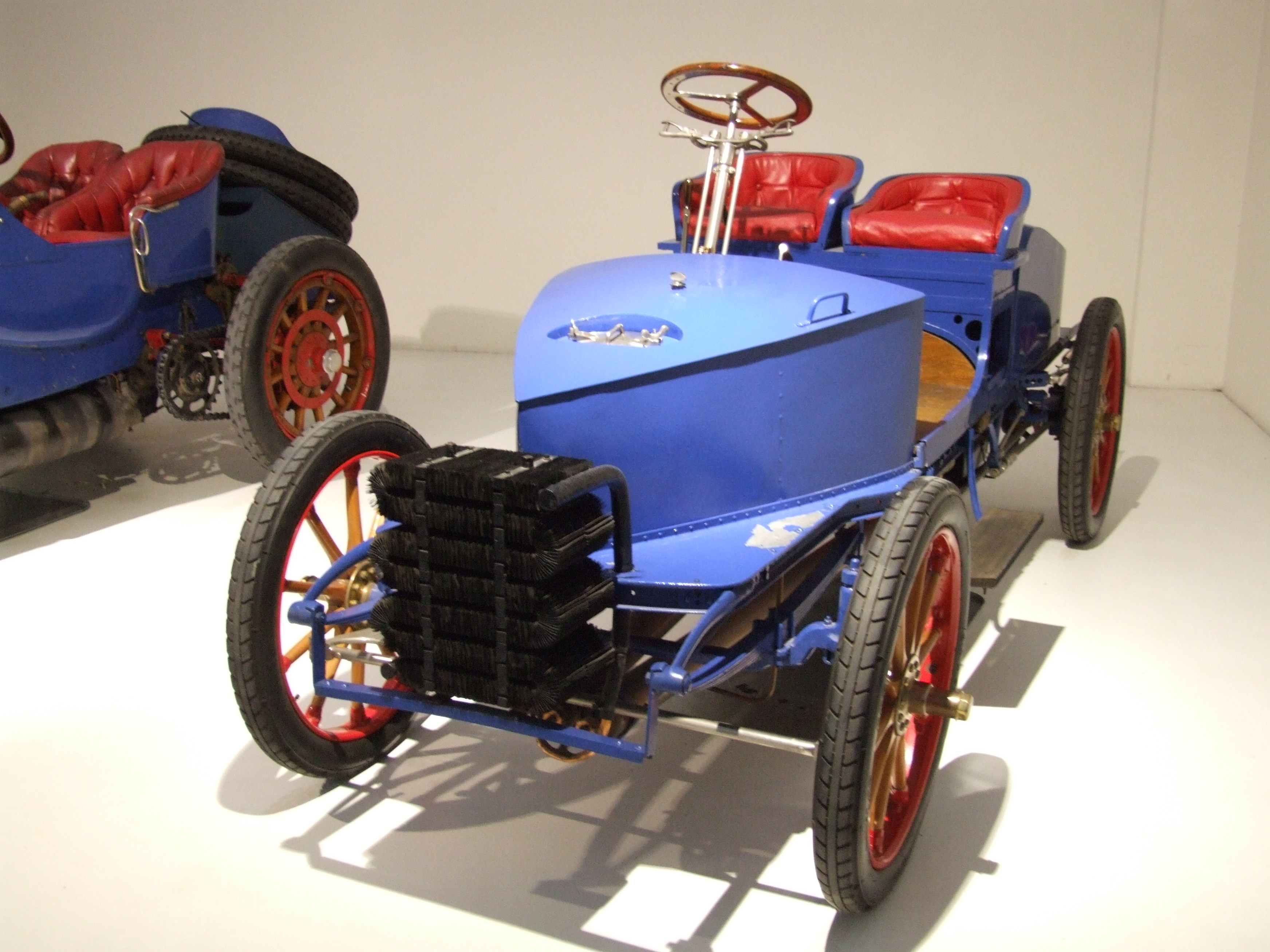
Serpollet biplaça de curses Tipus H (1902)
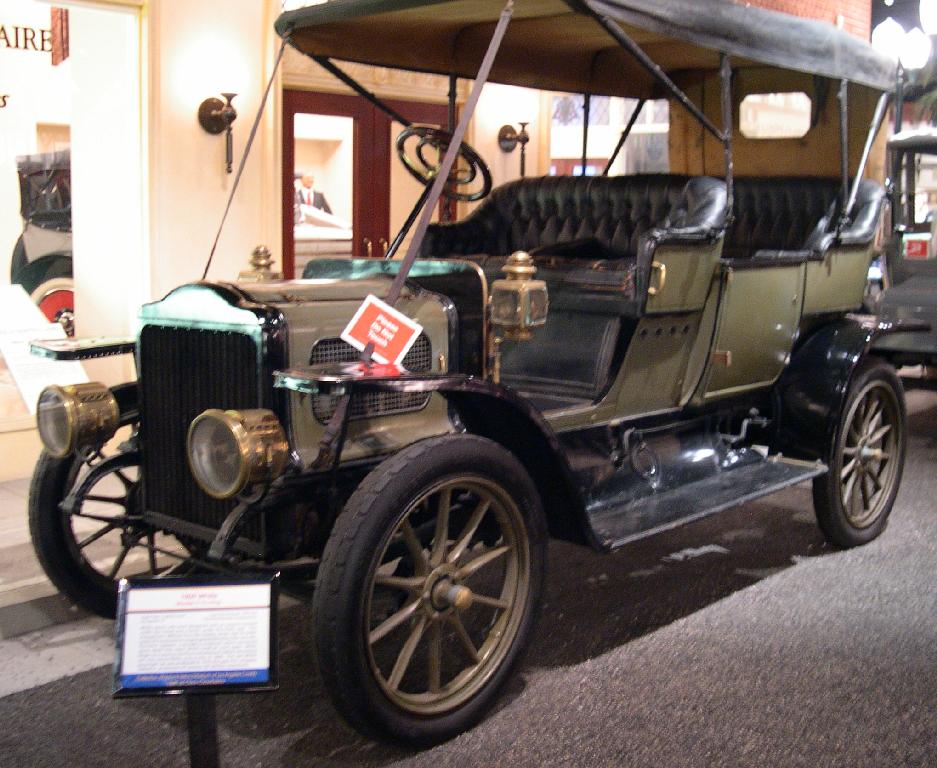
Automòbil de vapor White (1909)

### Automòbils elèctrics

#### Models antics

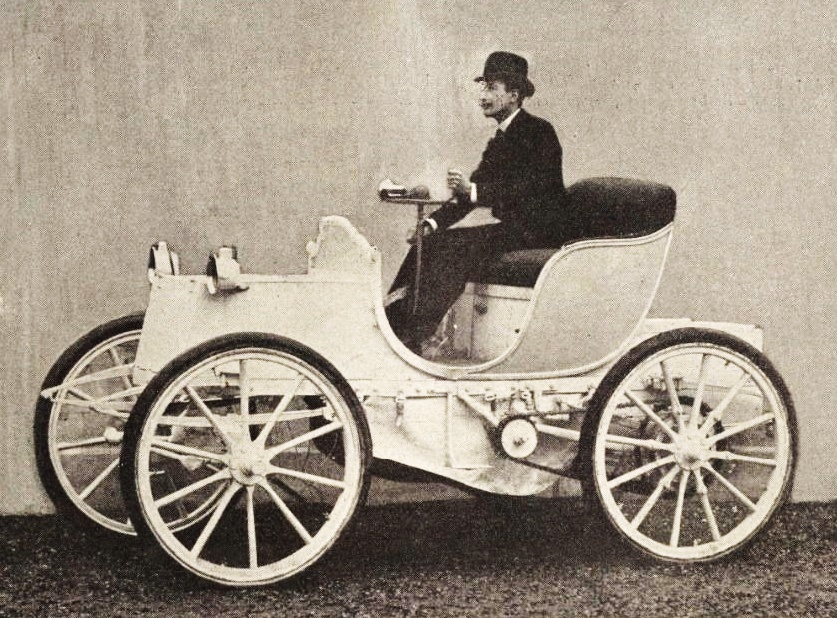
El comte Gaston de Chasseloup-Laubat, en un automòbil elèctric Jeantaud Duc (1899).

Els primers models d'automòbils elèctrics combinaren les prestacions dels motors elèctrics i la capacitat de les bateries o acumuladors elèctrics. Eren silenciosos, fàcils d'engegar i conduir, i no produïen fums. Una petita cronologia es presenta a continuació:
- 1834. Thomas Davenport
- 1835. Sibrandus Stratingh
- 1865. Gaston Planté.
- 1874. Carl Benz
- 1881. Camille Faure
- 1881. Gustave Trouvé.
- 1884. Thomas Parker.[2]
- 1895. Charles Jeantaud.
- 1895. Riker Electric Motor Company.[3]

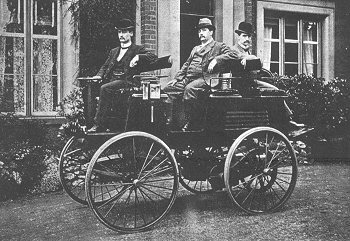
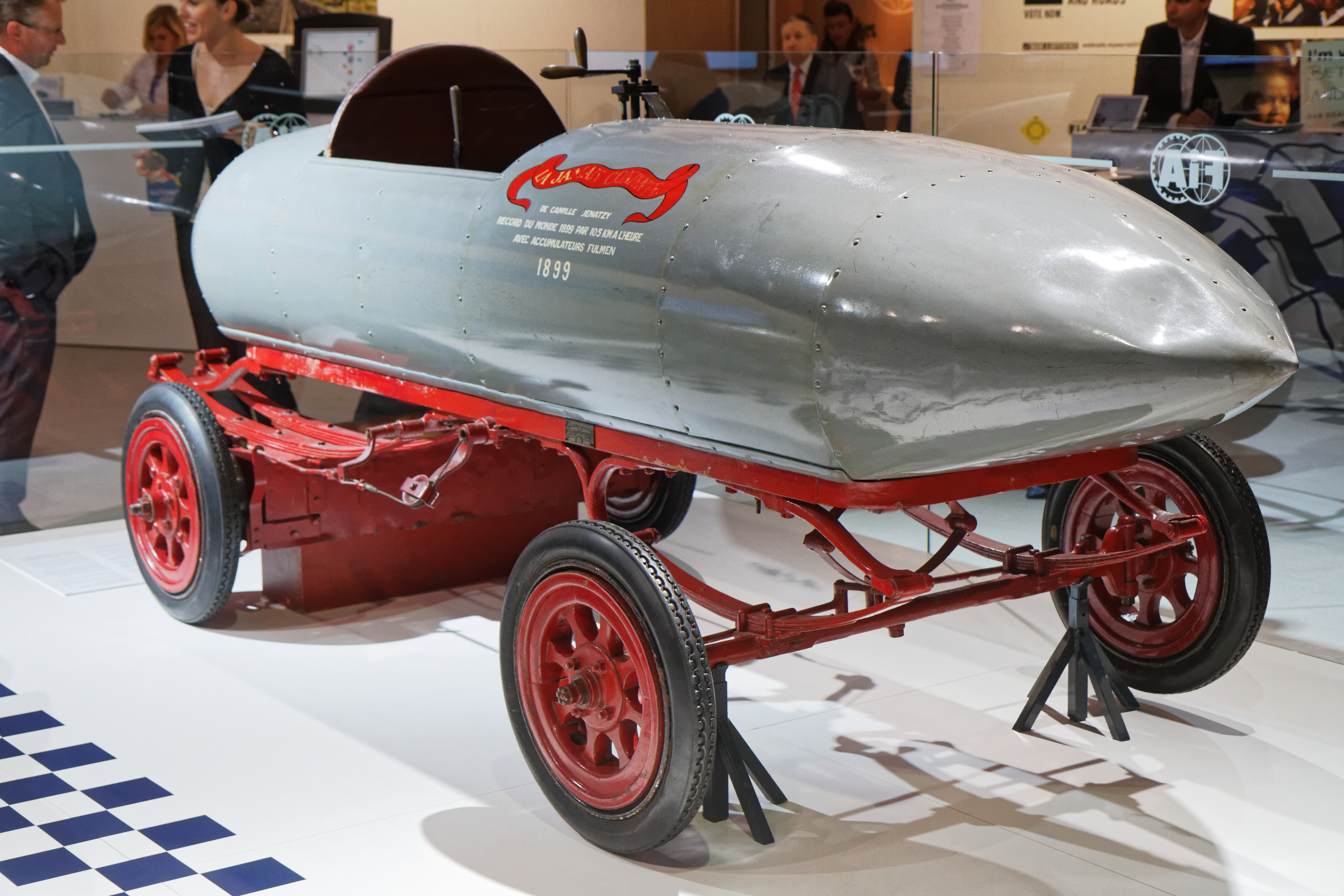
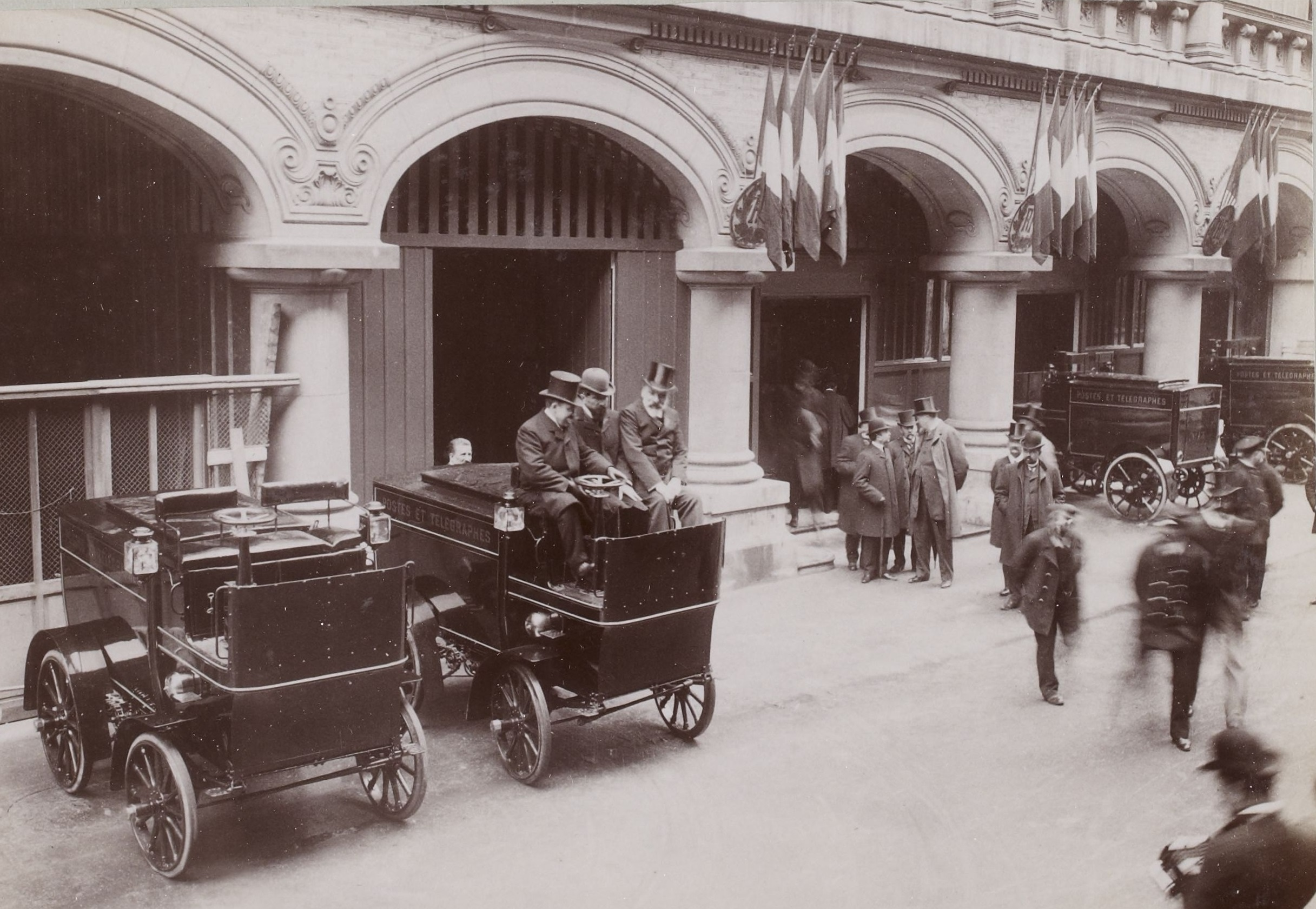
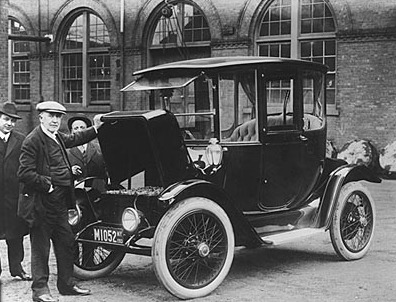

- 1899. Jamais Contente

### Motors de combustió interna
Les variants habituals són les següents:
- Motors d'explosió
  - De 4 temps
  - De 2 temps
- Motors dièsel
- Motors Wankel
- Turbines de gas (vegeu Automòbil de turbina)

## Transmissió
En els vehicles autopropulsats sobre rodes cal transmetre la potència del motor fins a les rodes motrius.
Relacionades amb la transmissió, hi ha tota mena de solucions emprades pels automòbils al llarg del temps.
Alguns dels elements que componen o estan relacionats amb la transmissió són els següents:
- Cadena de transmissió
- Caixa de canvis
  - Palanca de canvi
  - Relació de transmissió
  - Ròtula
    - Zeroshift
- Convertidor de parell
- Transmissió automàtica
- Diferencial
  - Diferencial autoblocant
  - Diferencial Torsen
- eix de transmissió
- Embragatge
  - Engranatge epicicloïdal
- Junta homocinètica
- Multiplicador de gir
- Palier

## Elements estructurals

Diferents tipus de xassís
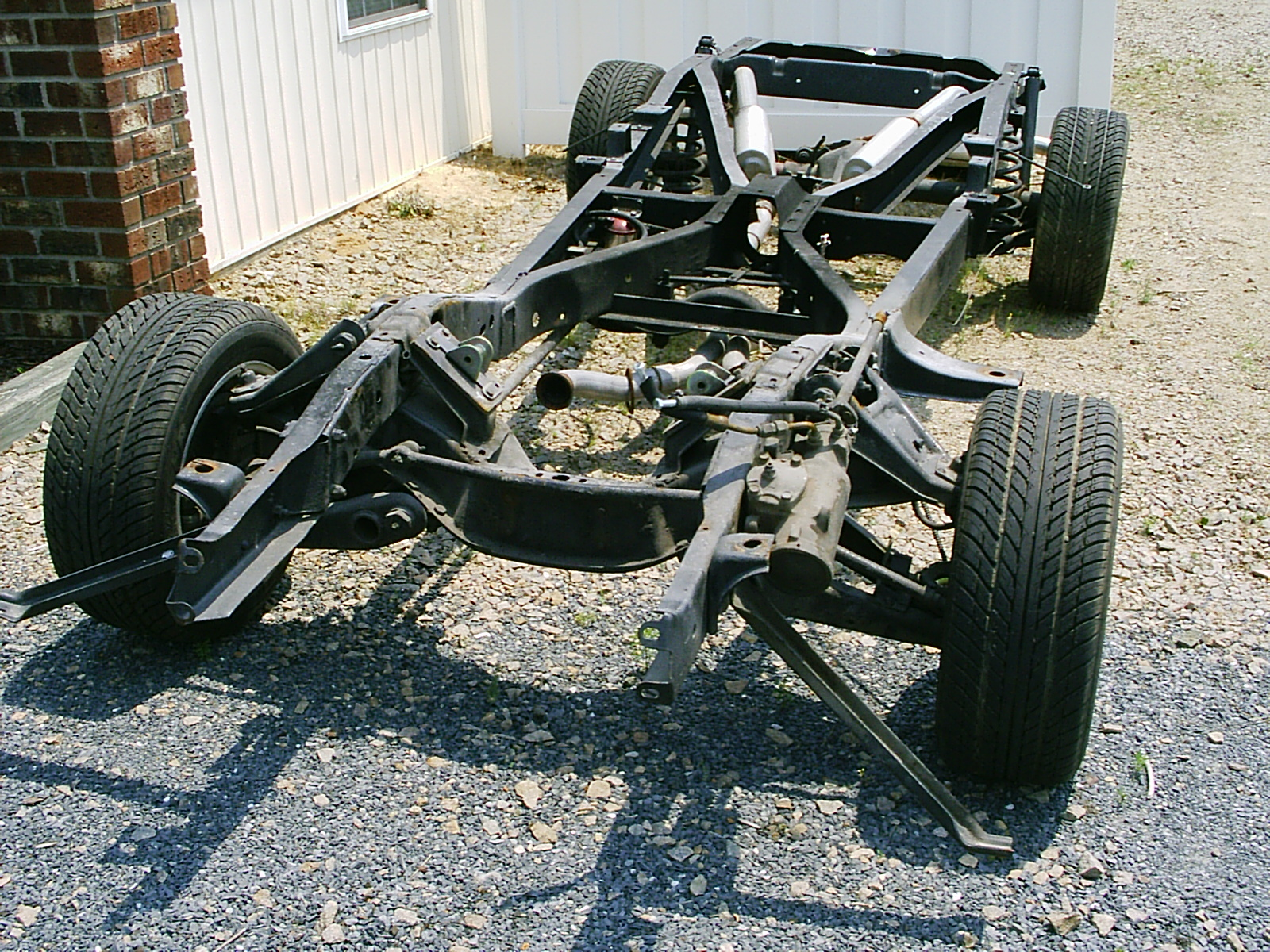
Xassís en H o d'escala.
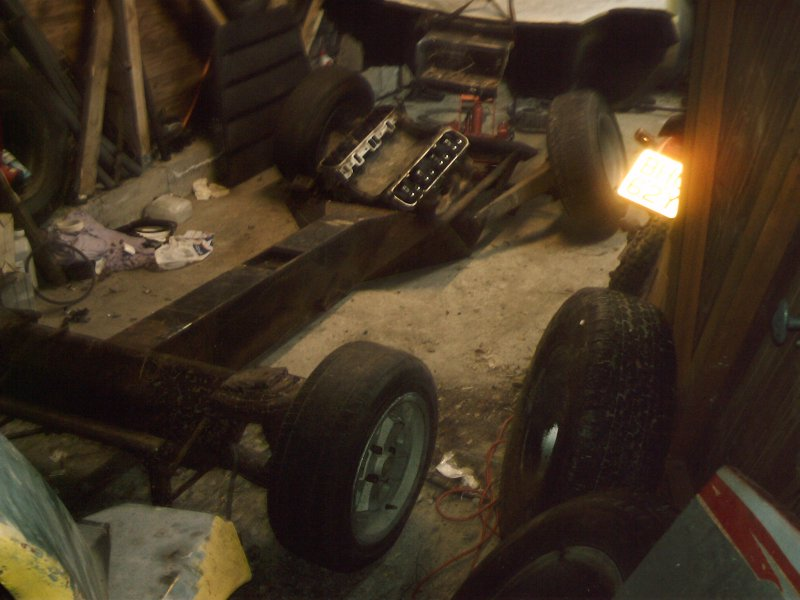
Xassís de biga central.
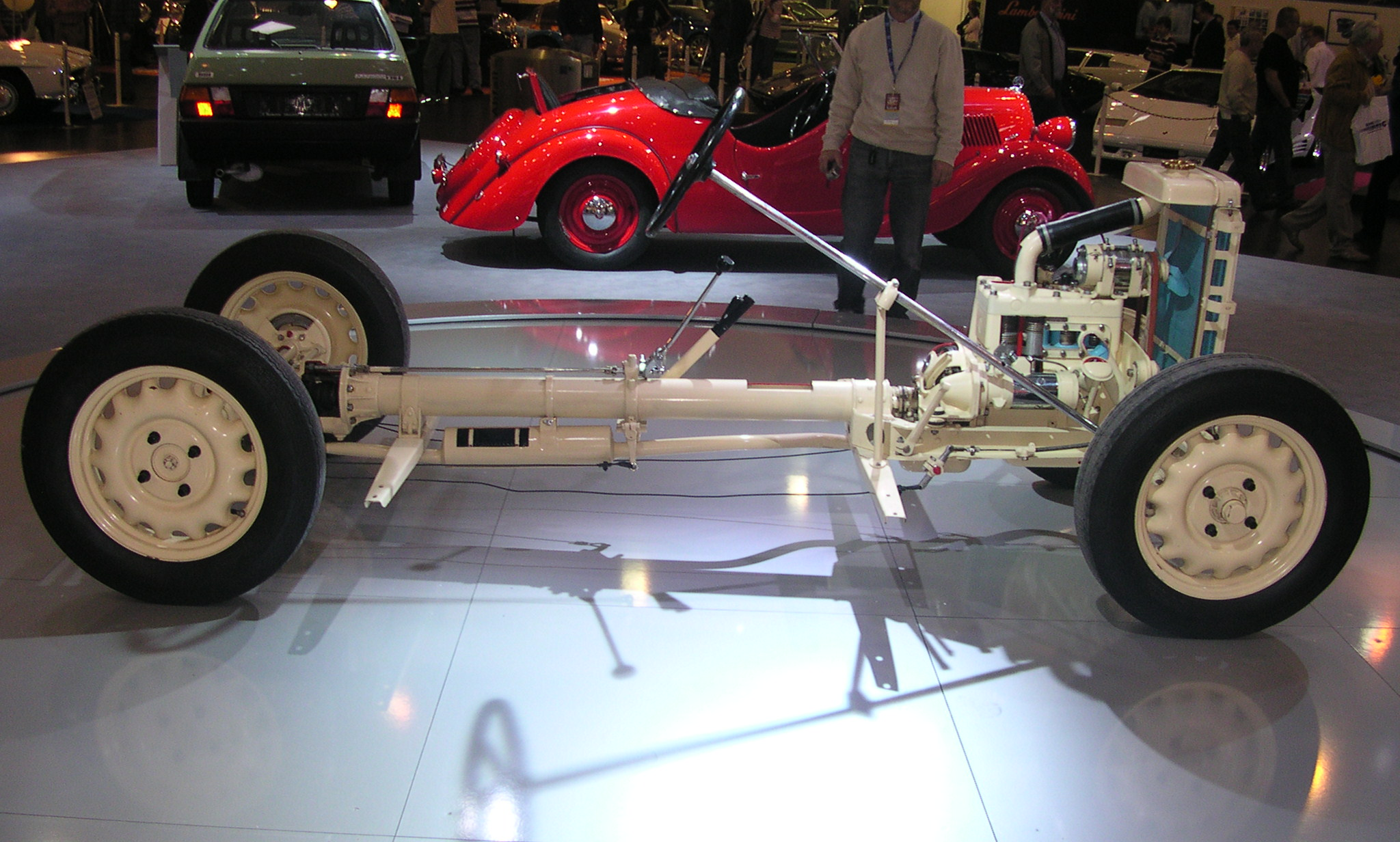
Xassís tub de transmissió.
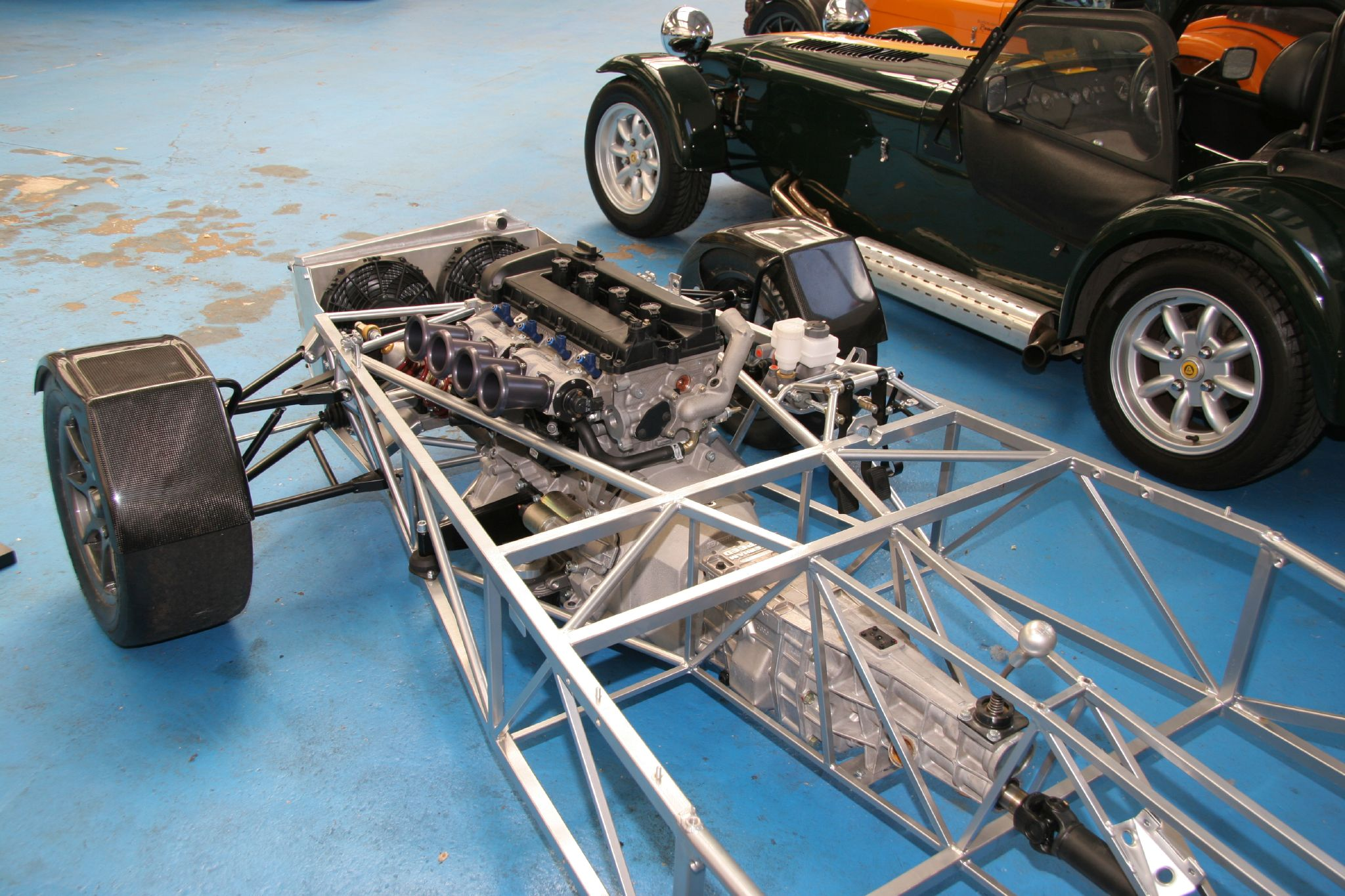
Xassís multi-tubular de competició.
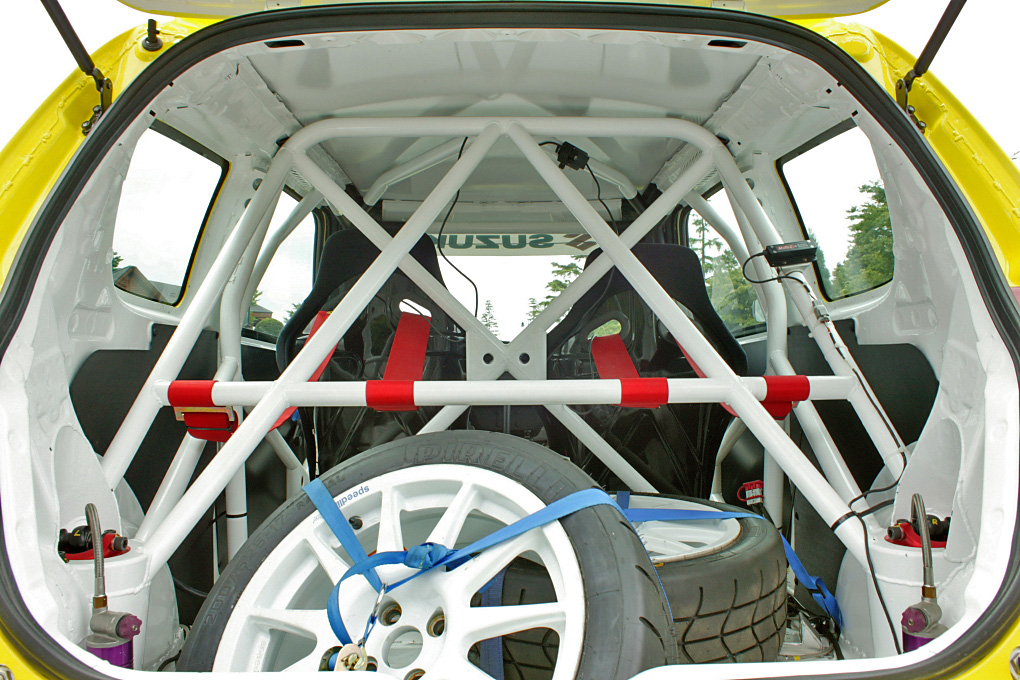
Estructura monobuc reforçada amb tubs d'acer de competició.
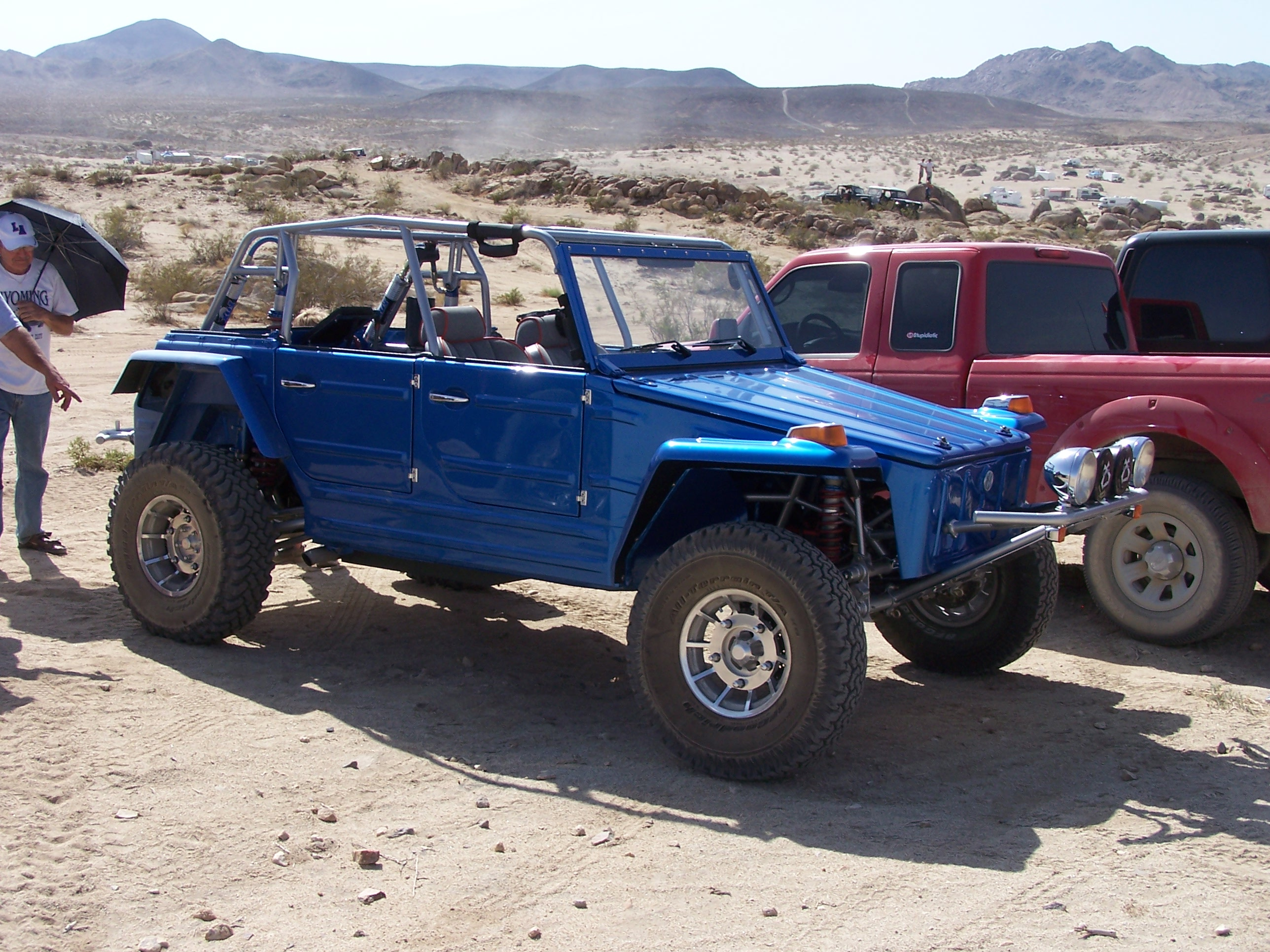
Cabriolet tot terreny de competició.
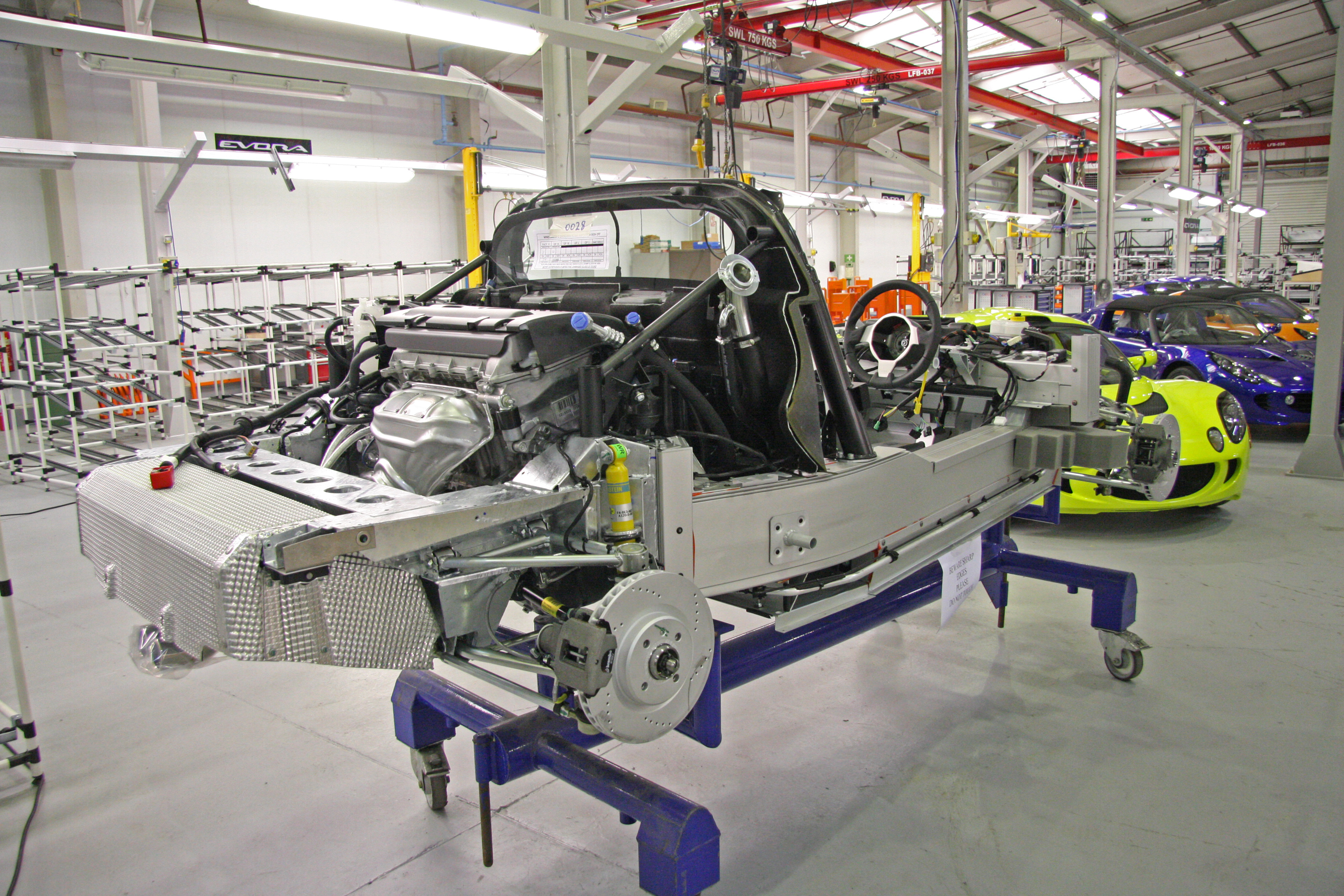
Xassís d'alumini encolat Lotus.
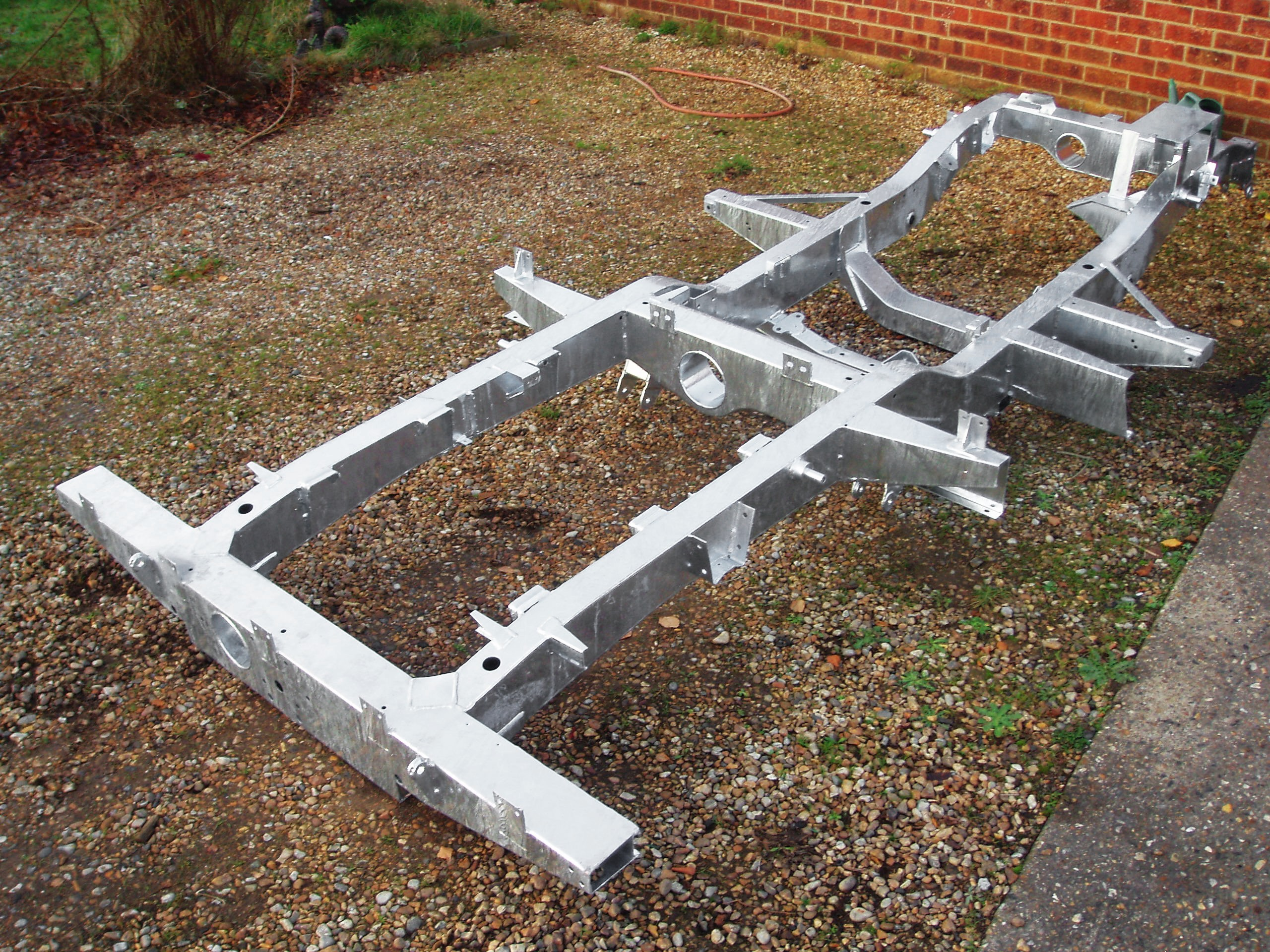
Xassís de Land Rover serie III.

## Accessoris

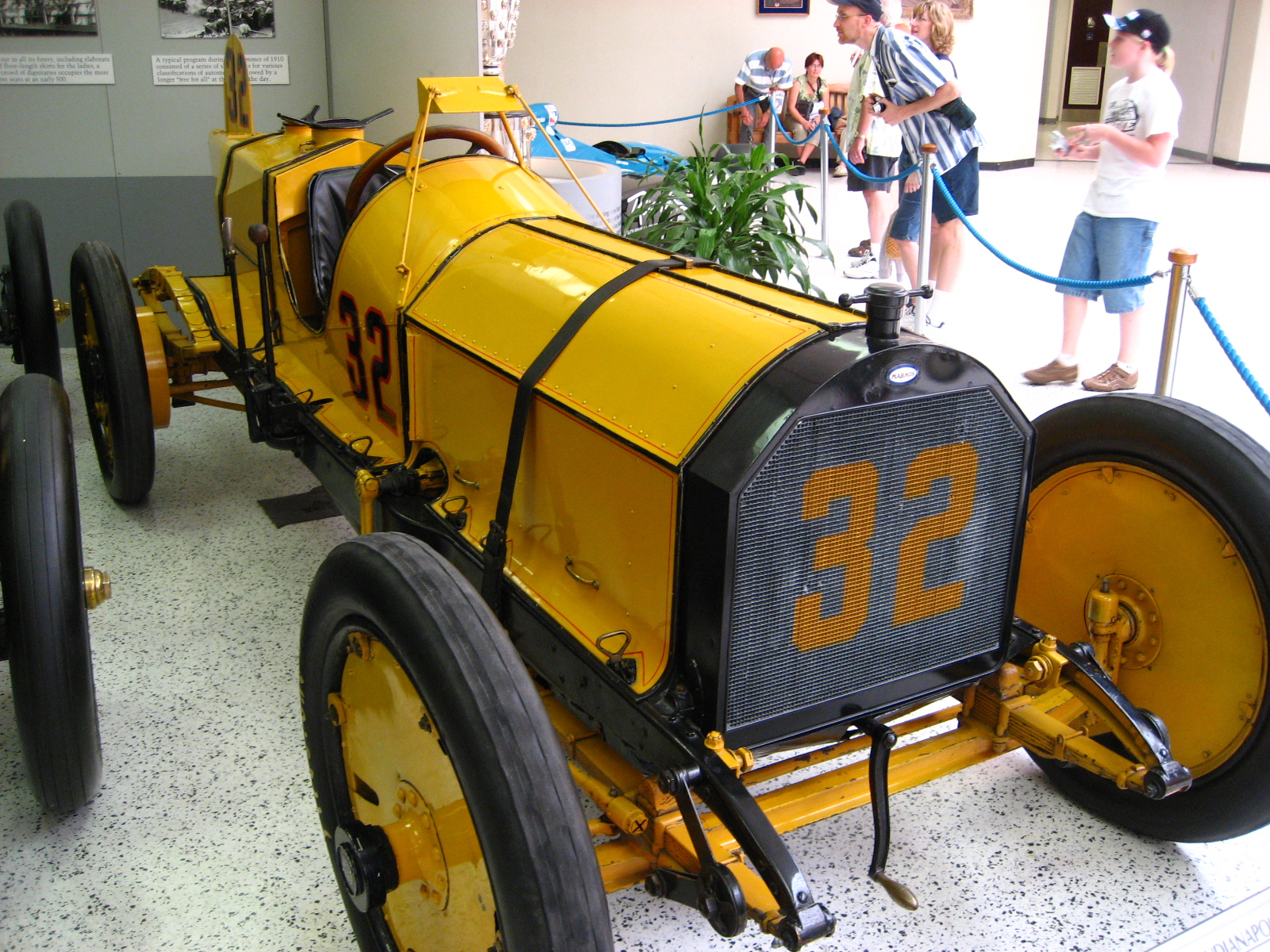
Automòbil Marmon Wasp de Ray Harroun amb el seu mirall retrovisor muntat en una estructura sobre el cotxe (1911). Saló de la Fama del Museu de Indianapolis Motor Speedway.

Amb el nom genèric d'accessoris s'acostuma a designar els elements auxiliars que equipen els vehicles, de forma voluntària o legalment obligatòria.
Alguns dels accessoris habituals són els següents:
- 1897. Segons la patent US Patent Office application 582.485, Milton O. Reeves i Marshall T. Reeves de Columbus (Indiana) presentaren un silenciador per a motors d'explosió.[4]
- Velocímetre
  - El velocímetre va ser inventat per Josip Belušić de Croàcia l'any 1888.[5]
- Parabrisa[6]
  - 1916. Eixugaparabrisa
  - 1919. Parabrisa de doble cap de vidre amb una làmina de plàstic
  - 1932. El carrosser-dissenyador Pininfarina comença a dissenyar automòbils amb parabrises sensiblement inclinats. Fins aleshores els parabrises es posicionaven verticalment.[7][8]
- Mirall retrovisor.
  - 1906. Patent francesa de Henri Cain.[9]
- 1908. Clàxon.[10]
- Air bag
  - 1967. Allen K. Breed inventà un air bag efectiu.

## Cronologia de l'automòbil
- 1769: El primer vehicle impulsat per vapor va ser creat per Nicholas-Joseph Cugnot. Es tractava d'un tricicle amb rodes de canó que pesava 4,5 tones.[1]
- 1860: El belga Étienne Lenoir va patentar el primer motor d'explosió.[11]
- 1866: L'alemany Gottlieb Daimler va construir el primer cotxe impulsat per un motor de combustió interna.[12]
- 1867: L'alemany Nikolaus Otto inventa el motor de quatre temps que encara es manté als automòbils contemporanis.
- 1881: Vehicle elèctric de Charles Jeantaud. El corrent necessari per a funcionar el proporciona vint-i-una bateries.[13]
- 1883: Primer motor de gasolina d'alta velocitat. Wilhelm Maybach va dissenyar i construir el motor.[14]
- 10 de novembre de 1885: Paul Daimler, fill del constructor Gottlieb W. Daimler, realitza a Stuttgart el primer viatge públic amb l'anomenat "vehicle muntura", que per la seva forma és considerat l'antecessor de les posteriors motos.
- 29 de gener de 1886: L'empresari alemany Karl Benz obté una patent per a un vehicle amb motor de gas.[15]
- 1887: El constructor danès Albert Hammel construeix un vehicle de 4 rodes amb motor de combustió interna.[16]
- 1888: A Brighton, Magnus Volk construeix el seu primer cotxe elèctric de tres rodes.[17]
- 1888: El veterinari i cirurgià escocès John Boyd Dunlop inventa de nou el pneumàtic amb cambra d'aire.[18][19]
- 15 de març de 1889: A l'Exposició Universal de París es presenta per primera vegada l'automòbil al gran públic.
- 12 de desembre de 1889: Francesc Bonet i Dalmau patenta a Barcelona el primer vehicle amb motor d'explosió de la península Ibèrica,[20] conegut com a Bonet.
- 1890: L'empresari milanès Giuseppe Ricordi importa el primer automòbil amb motor de combustió interna a Itàlia. Més endavant construeix
- 15 de març de 1890: Karl Benz funda a Mannheim l'empresa Benz & Cia
- Setembre de 1891: Henry Ford s'incorpora a l'Edison Illuminating Company. El 1903, funda la Ford Motor Company i es converteix en el fabricant de cotxes amb més èxit del país (1908).
- 1892: L'enginyer alemany Rudolf Diesel obté la patent per al seu motor de combustió interna que treballa sense bugies i disposa d'autoengegat.[21] El seu desenvolupament proporciona la base per al motor que, posteriorment portarà el seu nom (1903).[22]
- 1897: L'empresa suïssa Sulzer Germans construeix el primer motor dièsel.
- 1899: FIAT

### Segle XX
- 1900. Isotta-Fraschini.[23]
- 25 de març de 1901: Durant la Setmana de Niça, es presenta el primer Mercedes de 4 cilindres fabricat per la Daimler Motoren-Gesellschaft. Aquest automòbil marcarà pautes i serà imitat a tot el món.
- 1901: A l'empresa Benz es munta el motor a la part davantera d'un camió. Aquest principi convenç i serà aplicat també en la fabricació de turismes. En aquests vehicles la tracció se situa a les rodes del darrere.
- 1901: Prússia ratifica el primer reglament policial per a la regulació del trànsit a Alemanya, el qual servirà d'exemple pels reglaments semblants en els altres països federals.
- 1901: Prop de la ciutat americana de Beaumont (Texas) es troba un gran jaciment de petroli. El preu per barril llavors baixa 5 centaus. Aquest esdeveniment contribueix considerablement en la divulgació del motor de gasolina, donat que ni el vapor ni l'electricitat són tant assequibles a preus tan competitius.
- 1901: Louis Peter inicia la construcció de rodes de bicicleta amb llandes desmuntables. Aquesta innovació tècnica troba ràpidament imitadors.
- 1902: L'empresa alemanya Dürkopp construeix el primer motor de sis cilindres, dissenyat per a turismes.
- 1902: L'empresa nord-americana Packard registra la patent per a la disposició en "H" del canvi de marxes, que s'imposa com a estàndard en tots els automòbils a nivell mundial.[24][25]
- 1903: Henry Ford funda la Ford Motor Company a Detroit, Estats Units, on inicia la primera sèrie amb el model A.[26]
- 1906: es crea Pontiac (automòbil) Spring & Wagon Works.[27]
- 1906: Hispano-Suiza
- 1906: Rolls-Royce
- Octubre de 1908: comença la producció del Ford T, que adquireix en poc temps gran fama internacional. Aquest cotxe és el més semblant al model de cotxe que tenim avui en dia, ja que ja no era com un carro amb motor. La producció en sèrie suposa un gran avanç en la indústria de l'automòbil perquè fins aleshores els cotxes només els podien tenir els més rics, amb aquest avanç els preus baixen molt.
- 1910: Alfa Romeo.[28]
- 1913: La Ford Motor Company introdueix la línia de muntatge a la fabricació de magnetos. Es tracta d'una fase prèvia a la introducció de la fabricació automatitzada d'un vehicle de turisme, el model T (Tin Lizzy) (octubre de 1908).
- 1913: David S.A..[29]
- 1914: Primers frens hidràulics en un automòbil Duesenberg.[30]
- 1914: Elizalde.[31]
- 1920: Loryc.[32]
- L'any 1922 l'enginyer nord-americà Kinston Forbes va publicar un llibre sobre la fabricació de carrosseries d'automòbils, amb més de 600 il·lustracions.[33]
  - L'obra tracta els aspectes més importants del tema sense oblidar l'estudi d'alguns “accessoris” com les frontisses i els panys de les portes.
  - Un capítol important està dedicat a la tendència dels constructors cap a les carrosseries tancades, fins aleshores limitades als models més cars per motius de cost.
- 1924: El primer automòbil amb el nom de Chrysler va ser construït el 5 de gener del 1924. Walter P. Crhysler llança un auto amb el seu nom que inclou frens hidràulics i motor d‘alta compressió.
- 1937: Volkswagen
- 1948: Citroën 2CV[34]
- 1954: Biscúter.[35]
- 1956: Renault comença a produir el Renault Dauphine
- 1956: Ausa.[36]
- 1994: Com a combustible alternatiu s'ofereix una Dodge RAM, Vans i Wagons a GNC, també TE-Van elèctriques el Dodge Intrepid pot funcionar amb etanol o també GNC.
- 2000: Honda comença al segle xxi venent l'Insight, un híbrid gasolina-electricitat, als EUA.